# Санту-Изидору (Мафра)
Санту-Изидору (порт. Santo Isidoro) — район (фрегезия) в Португалии, входит в округ Лиссабон. Является составной частью муниципалитета Мафра. Находится в составе крупной городской агломерации Большой Лиссабон. По старому административному делению входил в провинцию Эштремадура. Входит в экономико-статистический субрегион Большой Лиссабон, который входит в Лиссабонский регион. Население составляет 3814 человека на 2011 год. Занимает площадь 24,83 км².
Покровителем района считается Святой Исидор (порт. Santo Isidoro).

## Населённые пункты
- Рибамар
- Picanceira[порт.]
- Monte Bom
- Monte Godel
- Pucariça
- Lagoa